# Henriëtte van der Mey
Henriëtte Rosina Dorothea van der Mey (Harderwijk, 21 december 1850 – Laren, 26 augustus 1945) was de eerste vrouwelijke journalist in Nederland.
Vanaf september 1876 gaf Van der Mey Duits en Nederlands op de MMS van Goes. Nadat ze haar hoofdakte had behaald, ging ze een bloemlezing samenstellen uit de Duitse literatuur, die in 1882 werd uitgegeven. Vervolgens ging ze literaire kritieken schrijven. Ook publiceerde ze links en rechts over vrouwenarbeid in het algemeen en de positie van vrouwelijke onderwijzers in het bijzonder.
In 1885 trad Van der Mey als eerste vrouwelijke verslaggever van Nederland in dienst van de Middelburgsche Courant. Ze ondertekende haar teksten met haar eigen naam. Dat was toen heel bijzonder. Een enkele keer publiceerden vrouwen hun eigen werk. Ze kozen dan een schuilnaam of ze gebruikten de naam van hun man. Welgestelde vrouwen werkten niet in die dagen, dat deden alleen de arme vrouwen. En als ze toch werkten, dan deden ze het stiekem.
Van der Mey was niet getrouwd; ze wilde geen schuilnaam en ze werkte niet stiekem. Iedereen mocht weten dat het haar werk was.

## Feminisme
In 1896 stapte ze over naar het nieuwe feministische tijdschrift 'Belang en recht'. Dat tweewekelijks blad was een uitgave van de Vereeniging tot Verbetering van den Maatschappelijken en den Rechtstoestand der vrouw in Nederland. In Amsterdam ging ze om met andere Middelburgers als Floor Wibaut en Pieter Lodewijk Tak. Zelf bleef ze buiten de SDAP om de vrouwenbeweging niet te schaden.
Wel ging ze deelnemen aan scholingsprojecten voor vrouwelijke arbeiders, eerst via de Diamantbewerkersbond en later door de Bestuurdersbond. Ze werkte hierin samen met Carry Pothuis-Smit, die later gemeenteraadslid en senator zou worden. Van der Mey vond dat veel feministen van die tijd niet genoeg stilstonden bij de situatie van arbeidsters en vond dat wetten om arbeidsters te beschermen niet beperkend, maar juist een goed opstapje naar algemene betere arbeidswetgeving waren.